# Окрутне намере
Окрутне намере (енгл. Cruel Intentions) америчка је драма из 1999. у којој главне улоге тумаче Сара Мишел Гелар, Рајан Филипи и Рис Видерспун. Представља модернизовану адаптацију романа Опасне везе француског писца Шодерла де Лакла из 1782.

## Радња
Себастијан Валмонт и његова полусестра Кетрин Муртеј - представници златне омладине Њујорка. Себастијан је срећни срцоломац који заводи девојке, а затим их оставља. Своје авантуре бележи у свом личном дневнику. Кетрин се такође забавља разним интригама. Спајају их цинизам и амбиција.
Себастијан проналази себи другу жртву - Анет Хангроув, ћерку директора колеџа на коме студирају млади људи. Ситуацију компликује и чињеница да ће Анет, како је признала у интервјуу за омладински часопис (у својеврсном „Девичанском манифесту“), своју невиност задржати до венчања.
Кетрин нуди Себастијану опкладу: ако заведе Анет, може да тражи Кетринину наклоност, иначе ће јој Себастијан дати свој ауто - скупи Јагуар КСК140. Уз помоћ заједничког пријатеља, Себастијан стиче поверење у Анет и заводи је.
Одједном, Себастијан схвата да се заљубио у Анет, а она му узвраћа љубав. Срећни, проводе ноћ љубави. Међутим, Кетрин уцењује Себастијана и под њеним притиском, прекорачивши његова осећања, он одбија ову љубав.
Вративши се Кетрин, Себастијан схвата да је постао жртва још једне подмукле и подле интриге своје сестре. Након што је признао да је направио грешку, јури код Анет да се искупи и даје јој свој дневник. У међувремену, Кетрин зове Роналда Клифорда, пријатеља Сесил Колдвел, коју је Себастијан завео на захтев своје сестре у блиској прошлости, и говори му да ју је Себастијан ударио и отишао у непознатом правцу, а да је њен брат био са Сесил у присан однос. Себастијан проводи целу ноћ у Анетиној кући. Губећи наду, упознаје Роналда и потврђује да је имао аферу са својом девојком. Избија туча; Анет жури да помогне Себастијану, кога Клифорд случајно гурне на коловоз, право под точкове јурећег аутомобила. Себастијан јој притрчава у помоћ и успева да спасе своју вољену, али сам умире.
На опроштајној церемонији са Себастијаном на колеџу, Анет износи у јавност странице из Валмонтовог интимног „дневника срчаних победа“, из којих се открива Кетринино право лице, њен прави живот, пун прљавих интрига.
У последњој сцени филма, Анет зајаше Себастијановог Јагуара, носећи са собом његов дневник.

## Улоге
| Глумац            | Улога              |
| ----------------- | ------------------ |
| Сара Мишел Гелар  | Кетрин             |
| Рајан Филипи      | Себастијан         |
| Рис Видерспун     | Анет               |
| Селма Блер        | Сесил              |
| Луиза Флечер      | Хелен              |
| Свуси Керц        | др Реџина Гринбаум |
| Шон Патрик Харис  | Роналд             |
| Кристина Барански | Бани               |
| Џошуа Џексон      | Грег               |
| Тара Рид          | Марси              |